# 梅尼勒万
梅尼勒万（法語：Ménil-Vin，法語發音：[menil vɛ̃] ⓘ）是法国奥恩省的一个市镇，位于该省北部偏西，属于阿让唐区。

## 地理
梅尼勒万（48°50'38"N, 0°19'1"W）面积3.62 平方千米，位于法国诺曼底大区奧恩省，该省份为法国西北部内陆省份，北起顺时针与卡爾瓦多斯省、厄尔省、厄尔-卢瓦省、萨尔特省、马耶讷省和芒什省接壤。
与梅尼勒万接壤的市镇（或旧市镇、城区）包括：莱西勒巴尔代勒、莱洛日索尔斯、拉皮利、巴佐什欧乌尔姆、梅尼勒埃尔梅。
梅尼勒万的时区为UTC+01:00、UTC+02:00（夏令时）。

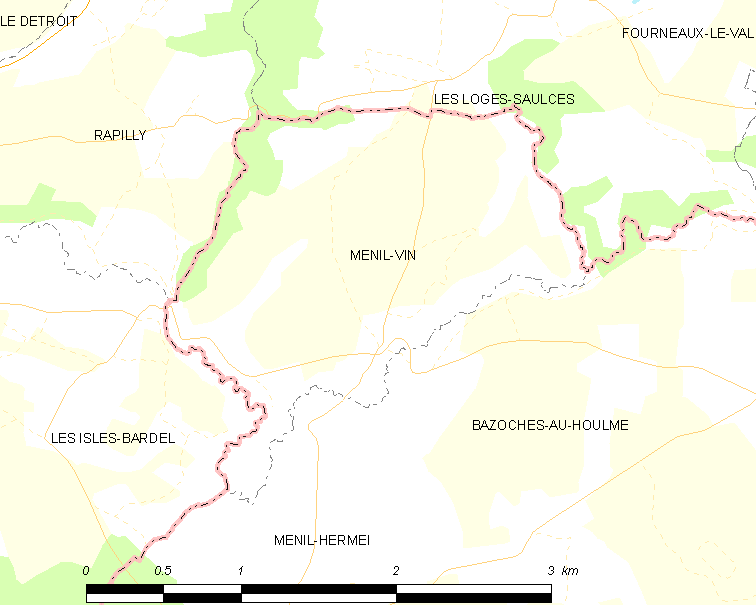
梅尼勒万的OSM定位图

## 行政
梅尼勒万的邮政编码为61210，INSEE市镇编码为61273。

## 政治
梅尼勒万所属的省级选区为阿蒂斯-瓦勒德鲁夫尔县。

## 交通
奥恩省省道D244线和D245线在市中心交汇。

## 人口

1962-2008年间梅尼勒万人口变化图示

梅尼勒万于2022年1月1日时的人口数量为48人。